# Летвајлер
Летвајлер (њем. Lettweiler) општина је у њемачкој савезној држави Рајна-Палатинат. Једно је од 119 општинских средишта округа Бад Кројцнах. Према процјени из 2010. у општини је живјело 229 становника. Посједује регионалну шифру (AGS) 7133058.

## Географски и демографски подаци
Летвајлер се налази у савезној држави Рајна-Палатинат у округу Бад Кројцнах. Општина се налази на надморској висини од 352 метра. Површина општине износи 6,3 km². У самом мјесту је, према процјени из 2010. године, живјело 229 становника. Просјечна густина становништва износи 36 становника/km².